# Kabinett Saitō

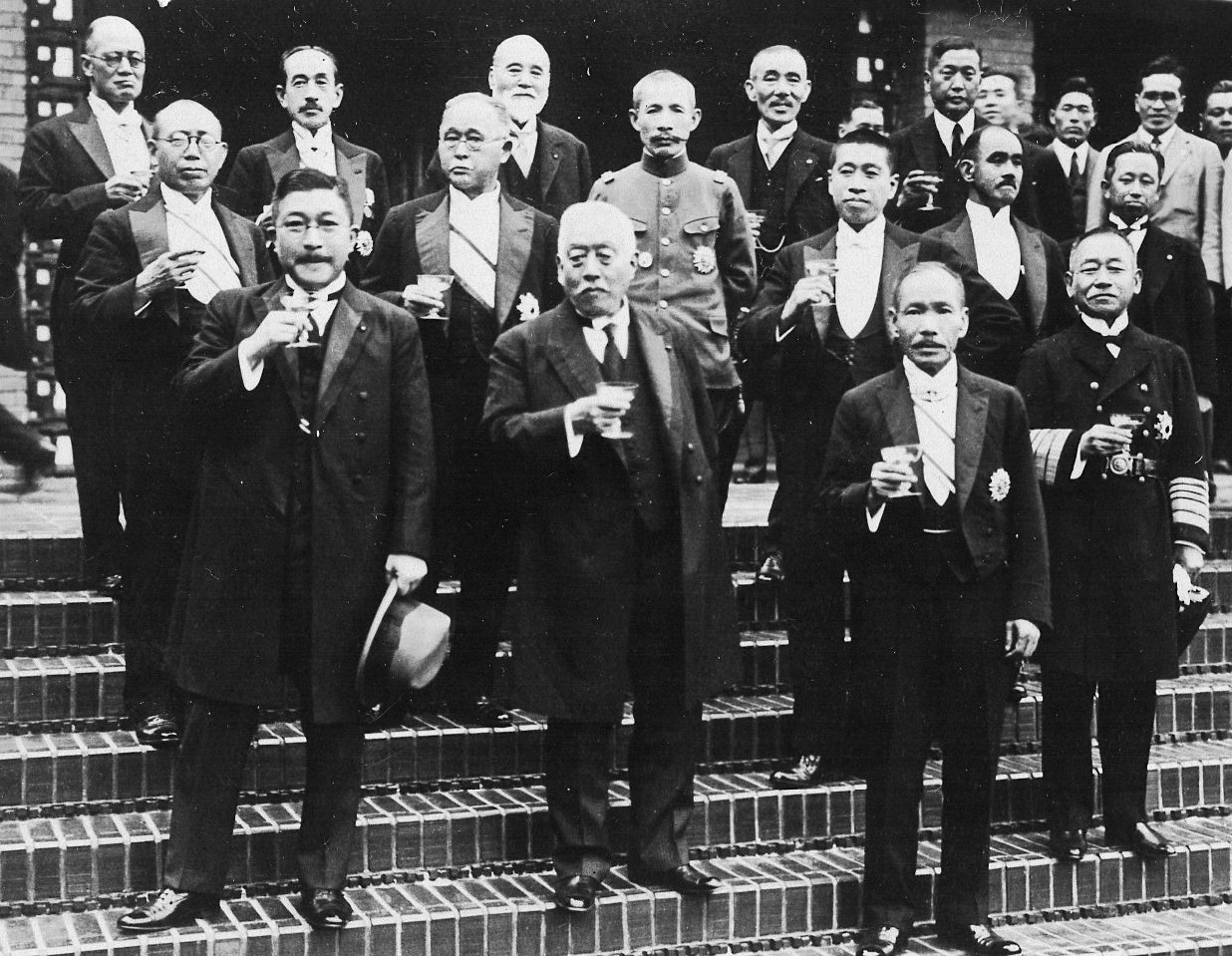
Kabinett Saitō, 26. Mai 1932

Das Kabinett Saitō (jap. 齋藤内閣, Saitō naikaku) regierte das Kaiserreich Japan unter Premierminister Admiral Vizegraf Saitō Makoto vom 26. Mai 1932 bis zum 8. Juli 1934.
Während des Putschversuches am 15. Mai 1932 war Premierminister Inukai Tsuyoshi ermordet worden. Zwei Tage später wurde Suzuki Kisaburō zu seinem Nachfolger als Vorsitzender des Rikken Seiyūkai gewählt. Nach der Tradition der „Taishō-Demokratie“ wäre er mit der Bildung einer neuen Regierung beauftragt worden. Allerdings setzten sich die Militärs mit ihrer Ablehnung der Parteienherrschaft im Umfeld des Tennō durch; so empfahl der Genrō Saionji Kimmochi die Berufung von Saitō Makoto, einem ehemaligen Mitglied des Kronrats und Generalgouverneur von Korea, der nicht dem Parlament und keiner Partei angehörte. Die Berufung des Kabinetts Saitō am 26. Mai markierte die Abwendung von der Parteienherrschaft der 1920er Jahre, das „Kabinett der nationalen Einheit“ (挙国一致内閣, kyokoku itchi naikaku) rekrutierte sich vorwiegend aus der Ministerialbürokratie mit wenigen Ministern aus den im Unterhaus vertretenen politischen Parteien.
In Saitōs Regierungszeit fiel die nominelle Unabhängigkeit des Marionettenstaates Mandschukuo in der seit 1931 besetzten Mandschurei und der resultierende Austritt Japans aus dem Völkerbund im März 1933. Die als Erfolg empfundene Expansion auf dem Festland begünstigte den Einflussgewinn des Militärs entlang militaristischer und nationalistischer Prinzipien, und die Exportzuwächse der Unternehmen im Zuge der Yen-Abwertung nach der Aufgabe des Goldstandards 1932 leiteten die endgültige Erholung von der Weltwirtschaftskrise ein. Die bürgerlichen Parteipolitiker fügten sich dem Aufstieg des Militärs und verschwanden – abgesehen von einem Intermezzo kurz vor Kriegsbeginn 1937 – bis zum Ende des Pazifikkriegs als einflussreiche Akteure aus dem politischen Leben. Zwar trat das Kabinett Saitō im Zuge des Teijin-Zwischenfalls, einem Skandal um Insiderhandel, im Juli 1934 zurück; aber mit der Ernennung von Admiral Okada Keisuke als Nachfolger bestätigte ein weiteres „Kabinett der nationalen Einheit“ die Entmachtung der zivilen Politiker.

## Staatsminister
| Amt                                     | Name                                                    | Kammer (Wahlkreis/Methode) | Fraktion |
| --------------------------------------- | ------------------------------------------------------- | -------------------------- | -------- |
| Premierminister                         | Admiral Vizegraf Saitō Makoto                           | –                          | –        |
| Außenminister                           | Admiral Vizegraf Saitō Makoto bis 6. Juli 1932          | –                          | –        |
| Außenminister                           | Graf Uchida Kōsai bis 14. September 1933                | Kizokuin (Ernennung)       |          |
| Außenminister                           | Hirota Kōki                                             | Kizokuin (Ernennung)       |          |
| Innenminister                           | Baron Yamamoto Tatsuo                                   |                            |          |
| Finanzminister                          | Vizegraf Takahashi Korekiyo                             | –                          | –        |
| Heeresminister                          | Generalleutnant→General Araki Sadao bis 23. Januar 1934 | –                          | –        |
| Heeresminister                          | General Hayashi Senjūrō                                 | –                          | –        |
| Marineminister                          | Admiral Okada Keisuke bis 9. Januar 1933                | –                          | –        |
| Marineminister                          | Admiral Ōsumi Mineo                                     | –                          | –        |
| Justizminister                          | Koyama Matsukichi                                       | Kizokuin (Ernennung)       |          |
| Kultusminister                          | Hatoyama Ichirō bis 3. März 1934                        | Shūgiin (Tokio 2)          | Seiyūkai |
| Kultusminister                          | Admiral Vizegraf Saitō Makoto                           | –                          | –        |
| Minister für Landwirtschaft und Forsten | Gotō Fumio                                              | Kizokuin (Ernennung)       |          |
| Minister für Industrie und Handel       | Baron Nakajima Kumakichi bis 9. Februar 1934            |                            |          |
| Minister für Industrie und Handel       | Matsumoto Jōji                                          | Kizokuin (Ernennung)       |          |
| Kommunikationsminister                  | Minami Hiroshi                                          | Kizokuin (Ernennung)       |          |
| Eisenbahnminister                       | Mitsuchi Chūzō                                          | Shūgiin (Kagawa 2)         | Seiyūkai |
| Kolonialminister                        | Nagai Ryūtarō                                           | Shūgiin (Ishikawa 1)       | Minseitō |

## Andere Positionen
| Amt                              | Name                                | Kammer (Wahlkreis/Methode) | Fraktion |
| -------------------------------- | ----------------------------------- | -------------------------- | -------- |
| Leiter des Kabinettssekretariats | Shibata Zenzaburō bis 13. März 1933 | –→Kizokuin (Ernennung)     |          |
| Leiter des Kabinettssekretariats | Horikiri Zenjirō                    | –→Kizokuin (Ernennung)     |          |
| Leiter des Legislativbüros       | Horikiri Zenjirō bis 13. März 1933  | –                          | –        |
| Leiter des Legislativbüros       | Kurosaki Teizō                      | –                          | –        |